# TVP3 Szczecin
TVP Szczecin ist die regionale Niederlassung der Telewizja Polska für die Woiwodschaft Westpommern, die an alle Programmen der TVP regionale Beiträge liefert. Sie hat ihren Sitz in Stettin in der ul. Niedziałkowskiego 24a.

## Programme für landesweite Programmzulieferung
- Śmiechu warte, (lizenziert von America’s Funniest Home Videos), vgl. Upps! – Die Pannenshow, für TVP1

## ProgrammfensterTVP3 Szczecin
TVP3 Szczecin ist das regionale Fensterprogramm, das auf TVP3 ausgestrahlt wird. Bis zum 31. August 2013 wurden die Regionalfenster der 16 regionalen Sender auf TVP Info ausgestrahlt. Seit dem 1. September werden diese 18 Stunden lang auf dem Sender TVP3 ausgestrahlt.
Über aktuelle Ereignisse in der Region berichtet die Hauptnachrichtensendung Kronika regionalna (dt. Regionale Wochenschau).

Logo bis zum 31. August 2013
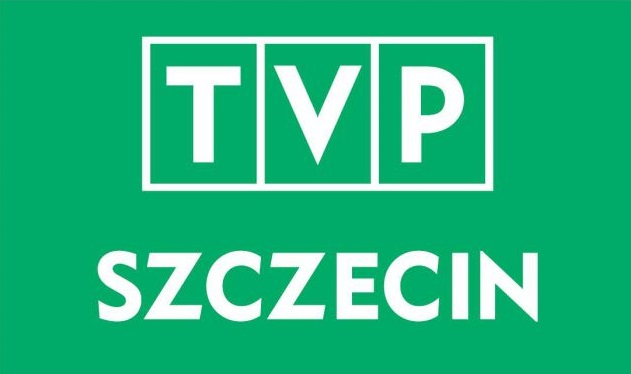
Aktuelles Logo seit dem 1. September 2013

## Weblink
- Offizielle Seite (polnisch)